# Tetsuya Iwanaga
Tetsuya Iwanaga (岩永 哲哉?, Iwanaga Tetsuya; Tokyo, 18 febbraio 1970) è un doppiatore giapponese, affiliato con maxmix.

## Filmografia

### Serie animate televisive
- Genji Tsūshin Agedama (1991) (Suzuki)
- Aoki Densetsu Shoot! (1994) (Sawaguchi, Katsuhisa Takahashi)
- Tottemo! Luckyman (1994) (Superstarman)
- Jura Tripper (1995) (O-Taku)
- Fushigi Yûgi (1995) (Tomite)
- Romeo's Blue Skies (1995) (Benalibo Marco)
- Neon Genesis Evangelion (1995) (Kensuke Aida)
- El-Hazard (1995) (Makoto Mizuhara)
- Wild Knights Gulkeeva (1995) (Shinjou Touya)
- Slayers (1995) (Hallas Ryzu)
- H2 (1996) (Tetsu Sagawa)
- Virtua Fighter (1996) (Lion Rafale)
- Chūka Ichiban! (1997) (Tan Sanche)
- Fancy Lala (1998) (Imaichi)
- Gasaraki (1998) (Jun Kitazawa)
- Princess Nine (1998) (Seishiro Natsume)
- St. Luminous Mission High School (1998) (Kaihei Kijima)
- Haré+Guu (2001) (Wiggle)
- s-CRY-ed (2001) (Asuka Tachibana)
- Yu-Gi-Oh! Duel Monsters (2001) (Marik Ishtar)
- Crush Gear Turbo (2002) (Sean Firestone)
- Ghost in the Shell: Stand Alone Complex (2003) (J·D)
- Tsubasa Chronicle (2006) (Souseki)
- Detective Conan (2006) (Hidehiko Nakazato)
- Angelique (2007) (Sei-lan)
- Kaiba (2008) (Kichi, Bori, Kera)
- Puella Magi Madoka Magica (2011) (Tomohisa Kaname)

### OVA
- El-Hazard (1995) (Makoto Mizuhara)
- Birdy the Mighty (1996) (Tsutomu Senkawa)
- Locke the Superman: Mirror Ring (2000) (Lan Svensen)

### Theatrical animation
- Memories (1995) (Fratello giovane di Nobuo)
- Crayon Shin-chan: Pursuit of the Balls of Darkness (1997) (Gorobe)
- Crayon Shin-chan: Explosion! The Hot Spring's Feel Good Final Battle (1999) (Killer Joe Finger)
- Crayon Shin-chan: The Storm Called The Jungle (2000) (Navigator)
- Evangelion: 1.0 You Are (Not) Alone (2007) (Kensuke Aida)
- Evangelion: 2.0 You Can (Not) Advance (2009) (Kensuke Aida)
- s-CRY-ed Alteration Tao (2011) (Asuka Tachibana)
- Puella Magi Madoka Magica Part 1: Beginnings (2012) (Tomohisa Kaname)
- Puella Magi Madoka Magica Part 2: Eternal (2012) (Tomohisa Kaname)

### Tokusatsu
- Chōriki Sentai Ohranger (1995) (Bara Pino-killer (ep. 14))

### Videogiochi
- Angelique (xxxx) (Seiran)
- Arc the Lad III (Alec)
- Capcom Fighting Jam (Guy)
- Cyberbots: Full Metal Madness (Bao)
- Final Fight Revenge (Guy)
- Fushigi Yūgi Genbu Kaiden Gaiden: Kagami no Miko (Tomite)
- Marvel Super Heroes vs. Street Fighter (Ken)
- Marvel vs. Capcom 2: New Age of Heroes (Ken)
- Namco × Capcom (Ken, Guy)
- Neon Genesis Evangelion: Girlfriend of Steel (Kensuke Aida)
- Neon Genesis Evangelion: Girlfriend of Steel 2nd (Kensuke Aida)
- Pocket Fighter (Ken)
- Street Fighter Alpha: Warriors' Dreams (Ken, Guy)
- Street Fighter Alpha 2 (Ken, Guy)
- Street Fighter Alpha 3 (Ken, Guy)
- Street Fighter EX (Ken)
- Street Fighter EX 3 (Ken)
- Super Puzzle Fighter II Turbo (Ken, Donovan Baine)
- Valkyrie Profile (Kashell)
- Valkyrie Profile: Lenneth (Kashell)
- X-Men vs. Street Fighter (Ken)

### Drama CD
- 3 Ji Kara Koi wo Suru series 4: Gozen 0 Ji Ai no Sasayaki (Ryoutarou Fujishiba)
- 3 Ji Kara Koi wo Suru series 6 (crossover with Analyst no Yuutsu series): Ai to Yokubou no Kinyuugai (Ryoutarou Fujishiba)
- Abunai Series 2: Abunai Summer Vacation (Izumi Sudou)
- Abunai Series 4: Abunai Campus Love (Shino Nanba)
- Abunai Series side story 1: Abunai Ura Summer Vacation (Izumi Sudou)
- Analyst no Yuutsu series 2: Koi no Risk wa Hansenai  (Ryoutarou Fujishiba)
- Analyst no Yuutsu series 4 (crossover with 3 Ji Kara Koi wo Suru series): Ai to Yokubou no Kinyuugai (Ryoutarou Fujishiba)
- Fushigi Yūgi Genbu Kaiden (Chamuka Tan - Tomite)
- Hello!! Doctor (Yuuya Mizushima)
- Kiken ga Ippai (Tanaka)
- Muteki na Anoko (Tamoo Tateno)
- Otawamure wo Prince (Touru Enami)
- Soryamou Aideshou series 1  & 2 (Muzuki Kurokawa)
- Tokyo Junk 1 & 2 (Masaki Okamoto)

### Doppiaggio

#### Live-action
- Genitori in blue jeans (Michael Aaron "Mike" Seaver)
- Hackers (Joey Pardella)
- Indiana Jones e l'ultima crociata (Giovane Indiana Jones)
- In fondo al cuore (Vincent Cappadora)

#### Animazione
- Invasion America (Jim Bailey)
- Tarzan (Flynt)
- Transformers: Beast Wars (Airazor)
- X-Men (Leech)